# Народно читалище „Развитие – 1926“
Народно читалище „Развитие – 1926“ е читалище в село Стража, община Търговище, област Търговище. Разположено на адрес: ул. „Георги Марков“ № 6. То е действащо читалище, регистрирано под номер 151 в Министерство на Културата на Република България. Към 2020 г. председател на читалищното настоятелство е Лилия Борисова Николова, а секретар – Илияна Николова Петрова. 
Читалищното ръководство организира и регионален събор на народното творчество – „Стража пее, играе и се смее“, който се провежда на всеки пет години.
Фондът на библиотеката към читалището включва около 8000 тома литература.

## История
Читалището е основано през 1926 г. В началото читалищната дейност се извършва с оскъдни средства от членски внос, дарения от учители и по-будните селяни. Създава се библиотека, сформират се театрален състав, танцова група, оркестър. В края на 1960-те години е направена първата копка на самостоятелната читалищна сграда, а през юни 1971 г. е открита тържествено.